# Tweede klasse 1952-53 (voetbal België)
Het seizoen 1952/53 was de 36e editie van de Belgische Tweede Klasse. De competitie ging van start in de zomer van 1952 en eindigde in het voorjaar 1953. Het was het eerste seizoen na de competitiehervorming van 1952, waarbij het aantal nationale nationale niveaus van drie op vier werd gebracht. Een gevolg hiervan was dat het tweede nationale niveau, dat tot 1952 bestond uit twee reeksen van 16 ploegen die Eerste Afdeling werden genoemd, voortaan uit één reeks van 16 ploegen zou bestaan, die Tweede Klasse werd genoemd.
Lyra won deze eerste editie van de vernieuwe Tweede Klasse en promoveerde samen met vice-kampioen en stadgenoot Lierse SK naar de Eerste Klasse.

## Gedegradeerde teams
Deze teams waren gedegradeerd uit de Ere-afdeling voor de start van het seizoen:
- R. Racing Club de Bruxelles degradeerde na 7 seizoenen terug naar 2e nationale.
- RUS Tournaisienne degradeerde na 7 seizoenen terug naar 2e nationale.

## Gepromoveerde teams
Als gevolg van de competitiehervorming waren er geen gepromoveerde teams uit Promotie. De hoogst geëindigde teams uit promotie vormden samen samen met de degradanten uit Eerste afdeling de vernieuwde Derde Klasse.

## Ploegen
Deze ploegen speelden in het seizoen 1950-51 in Eerste Afdeling reeks A. De nummers komen overeen met de plaats in de eindrangschikking:
| Stam- nummer | Club                        | Plaats                 |    |
| ------------ | --------------------------- | ---------------------- | -- |
| 52           | K. Lyra                     | Lier                   | 1  |
| 30           | K. Lierse SK                | Lier                   | 2  |
| 47           | R. White Star AC            | Sint-Lambrechts-Woluwe | 3  |
| 53           | AS Oostende KM              | Oostende               | 4  |
| 132          | RRC Tirlemont               | Tienen                 | 5  |
| 373          | K. Sint-Truidense VV        | Sint-Truiden           | 6  |
| 553          | K. Waterschei SV Thor       | Genk                   | 7  |
| 3            | RFC Brugeois                | Brugge                 | 8  |
| 6            | R. Racing Club de Bruxelles | Ukkel                  | 9  |
| 19           | K. Kortrijk Sport           | Kortrijk               | 10 |
| 221          | Sint-Niklaasse SK           | Sint-Niklaas           | 11 |
| 58           | K. Boom FC                  | Boom                   | 12 |
| 8            | RCS Verviétois              | Verviers               | 13 |
| 26           | RUS Tournaisienne           | Doornik                | 14 |
| 46           | RFC Renaisien               | Ronse                  | 15 |
| 18           | R. Stade Louvaniste         | Leuven                 | 16 |

## Eindstand
|   |    |                             | P  | W  | G  | V  | +  | -  | DS  | Ptn |
| - | -- | --------------------------- | -- | -- | -- | -- | -- | -- | --- | --- |
| K | 1  | K. Lyra                     | 30 | 18 | 5  | 7  | 72 | 42 | 30  | 41  |
| P | 2  | K. Lierse SK                | 30 | 15 | 7  | 8  | 65 | 43 | 22  | 37  |
|   | 3  | R. White Star AC            | 30 | 17 | 3  | 10 | 70 | 37 | 33  | 37  |
|   | 4  | AS Oostende KM              | 30 | 15 | 3  | 12 | 54 | 47 | 7   | 33  |
|   | 5  | RRC Tirlemont               | 30 | 13 | 6  | 11 | 51 | 45 | 6   | 32  |
|   | 6  | K. Sint-Truidense VV        | 30 | 12 | 7  | 11 | 61 | 59 | 2   | 31  |
|   | 7  | K. Waterschei SV Thor       | 30 | 13 | 5  | 12 | 60 | 60 | 0   | 31  |
|   | 8  | RFC Brugeois                | 30 | 12 | 6  | 12 | 48 | 49 | -1  | 30  |
|   | 9  | R. Racing Club de Bruxelles | 30 | 9  | 11 | 10 | 48 | 64 | -16 | 29  |
|   | 10 | K. Kortrijk Sport           | 30 | 9  | 10 | 11 | 51 | 53 | -2  | 28  |
|   | 11 | K. Sint-Niklaasse SK        | 30 | 12 | 4  | 14 | 51 | 51 | 0   | 28  |
|   | 12 | K. Boom FC                  | 30 | 10 | 7  | 13 | 55 | 60 | -5  | 27  |
|   | 13 | RCS Verviétois              | 30 | 11 | 5  | 14 | 42 | 59 | -17 | 27  |
|   | 14 | RUS Tournaisienne           | 30 | 6  | 14 | 10 | 38 | 54 | -16 | 26  |
| D | 15 | RFC Renaisien               | 30 | 8  | 6  | 16 | 32 | 55 | -23 | 22  |
| D | 16 | R. Stade Louvaniste         | 30 | 9  | 3  | 18 | 40 | 60 | -20 | 21  |

P: wedstrijden gespeeld, W: wedstrijden gewonnen, G: gelijke spelen, V: wedstrijden verloren, +: gescoorde doelpunten, -: doelpunten tegen, DS: doelsaldo, Ptn: totaal punten
 K: kampioen en promotie, P: promotie, D: degradatie

## Promoverende teams
Deze teams promoveerden naar Eerste Klasse 1953-54 op het eind van het seizoen:
- K. Lyra (kampioen) promoveerde na 3 seizoenen terug naar eerste klasse.
- K. Lierse SK (vice-kampioen) promoveerde na 5 seizoenen terug naar eerste klasse.

## Degraderende teams
Deze teams degradeerden op het eind van het seizoen naar Derde Klasse 1953-54:
- RFC Renaisien (voorlaatste) degradeerde na 19 seizoenen in 2e klasse
- R. Stade Louvaniste (laatste)  degradeerde na 14 seizoenen in 1e en 2e klasse.

## Topschutter
Jozef Piedfort - K. Lyra - 27 doelpunten